# Rémy Belleau

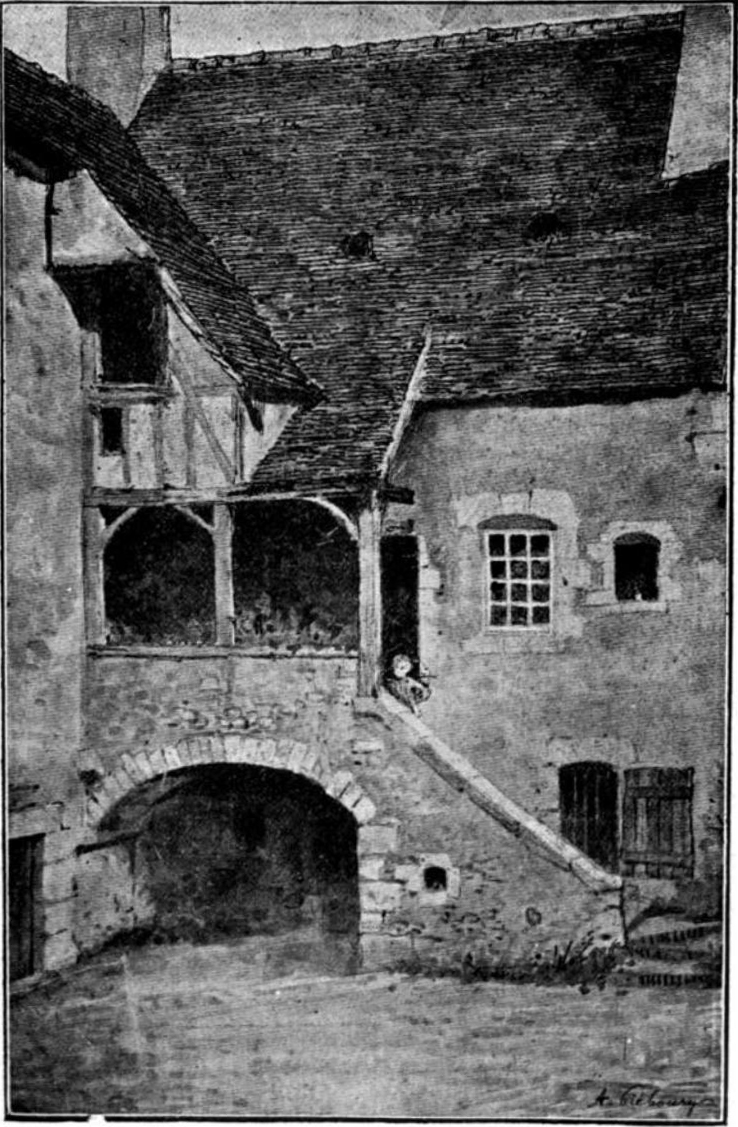
Het huis van Rémy Belleau in Nogent-le-Rotrou.

Rémy Belleau (Nogent-le-Rotrou, 1528 - Parijs, 1577) was een Franse dichter. Hij was een van de leden van de Pléiade.
Hij begon zijn studie aan de abdij Saint-Denis van Nogent-le-Retrou. In 1553 vervolgde en voltooide hij zijn opleiding in Parijs, waarbij hij een sterke voorliefde voor de Griekse poëzie ontwikkelde. Hij sloot zich later eerst aan bij het Collège de Coqueret dat bestond uit Pierre de Ronsard, Jean-Antoine de Baïf en Joachim du Bellay. In 1556 publiceerde hij zijn eigen vertaling van de Oden van Anacreon, waarna hij definitief tot de Pléiade werd toegelaten. De eerste Franse vertalingen van het werk van Sappho zijn van Belleau. 
In Parijs werd Belleau gouverneur van Karel I van Guise. Hij verbleef tot zijn dood in het huis van de Guise. Pierre de Ronsard schreef een vers van vier regels als grafschrift voor Belleau. 
Belleau werd sterk bewonderd door veel dichters van de 20e eeuw, zoals Francis Ponge.
- Bibsys: 90361415
- Bibliothèque nationale de France: cb11891041c (data)
- CiNii: DA01196702
- Gemeinsame Normdatei: 118658042
- International Standard Name Identifier: 0000 0001 2120 7930
- Library of Congress Control Number: n86048999
- MusicBrainz: 50dd37bf-8de9-41ac-86ad-ca6958961070
- Nationale Bibliotheek van Tsjechië: jo2004214982
- Nationale bibliotheek van Australië: 35017079
- Nationale Bibliotheek van Israël: 987007258295105171
- Nederlandse Thesaurus van Auteursnamen: 070261350
- Réseau des bibliothèques de Suisse occidentale: 02-A002987349
- Istituto Centrale per il Catalogo Unico: MILV030540
- Système universitaire de documentation: 026715791
- Virtual International Authority File: 12304848
- WorldCat: E39PBJkp948wmX6GbwpJ4bth73